# Liga de Campeones de la UEFA 2018-19
La Liga de Campeones de la UEFA 2018-2019 (en inglés: UEFA Champions League) fue la 64.ª edición de la competición y la 27.ª temporada desde que se renombró la Copa de Campeones de Europa a la Liga de Campeones de la UEFA. En esta edición se utilizó por primera vez el VAR a partir de los octavos de final. También se utilizó por primera vez el balón con un diseño de tonos azules y estrellas blancas rompiendo con los anteriores en los que dominaba el blanco sobre el azul.
El Real Madrid fue el defensor del título y quedó eliminado en esta edición por el Ajax de Ámsterdam en octavos de final; de esta manera, por primera vez en 11 años, el vigente campeón queda eliminado en octavos de final.
La final se jugó el 1 de junio en el Estadio Metropolitano de Madrid, España, entre el Liverpool Football Club y el Tottenham Hotspur Football Club quien llegaba a la final por primera vez. El conjunto de Liverpool ganó 2–0 y se coronó campeón por sexta vez en la competición después de 14 años, quedando a un título de la Associazione Calcio Milan en el palmarés histórico. Como campeón del torneo, el equipo inglés jugó la Supercopa de Europa 2019 contra el campeón de la Liga Europa de la UEFA 2018-19 Chelsea FC y también se clasificó para jugar la Copa Mundial de Clubes de la FIFA 2019 en Catar.
No sobra decir que por tercera vez en la competición, 4 equipos de un mismo país clasificaron a los cuartos de final (Inglaterra), con Tottenham, Manchester City, Liverpool y Manchester United, 10 años después de que la misma federación lo lograra.

## Cambio de formato
El 9 de diciembre de 2016, la UEFA confirmó la reforma que adoptará la Liga de Campeones para el ciclo 2018-2021, que se anunció el 26 de agosto de 2016. Según la nueva normativa, los ganadores de la Liga Europa de la UEFA, se clasificarán automáticamente para la fase de grupos de la Liga de Campeones de la UEFA de la siguiente temporada. Mientras tanto, los cuatro mejores clubes de las cuatro asociaciones nacionales mejor clasificadas en la lista de coeficientes de país de la UEFA, también se clasificarán automáticamente para la fase de grupos.
Solo seis equipos clasificarán para la fase de grupos a través de las rondas de clasificación, menos que los diez de la temporada anterior.

## Asignación de equipos por asociación
Un total de 79 equipos de 54 de las 55 federaciones miembro de la UEFA participarán en la Liga de Campeones 2018-19 (Liechtenstein no tiene plaza al no organizar liga doméstica). La clasificación de la asociación basada en los coeficientes de país de la UEFA 2017, que toma en cuenta su desempeño en las competiciones europeas de 2012-13 a 2016-17, se usa para determinar el número de equipos participantes para cada asociación:
- Las asociaciones 1-4 tienen cuatro equipos cada una.
- Las asociaciones 5-6 tienen cada una tres equipos elegibles.
- Las asociaciones 7-15 cada una tienen dos equipos clasificados.
- Las asociaciones 16-55 (excepto Liechtenstein) tienen cada uno un equipo clasificado.

| Clasif. | Asociación      | Coef.   | Equipos | Notas |
| ------- | --------------- | ------- | ------- | ----- |
| 1       | España          | 104.998 | 4       |       |
| 2       | Alemania        | 79.498  | 4       |       |
| 3       | Inglaterra      | 75.962  | 4       |       |
| 4       | Italia          | 73.332  | 4       |       |
| 5       | Francia         | 56.665  | 3       |       |
| 6       | Rusia           | 50.532  | 3       |       |
| 7       | Portugal        | 49.332  | 2       |       |
| 8       | Ucrania         | 42.633  | 2       |       |
| 9       | Bélgica         | 42.400  | 2       |       |
| 10      | Turquía         | 39.200  | 2       |       |
| 11      | República Checa | 33.175  | 2       |       |
| 12      | Suiza           | 32.075  | 2       |       |
| 13      | Países Bajos    | 31.063  | 2       |       |
| 14      | Grecia          | 27.900  | 2       |       |
| 15      | Austria         | 25.350  | 2       |       |
| 16      | Croacia         | 25.250  | 1       |       |
| 17      | Rumania         | 24.350  | 1       |       |
| 18      | Dinamarca       | 24.000  | 1       |       |
| 19      | Bielorrusia     | 19.875  | 1       |       |

| Clasif. | Asociación    | Coef.  | Equipos | Notas |
| ------- | ------------- | ------ | ------- | ----- |
| 20      | Polonia       | 19.750 | 1       |       |
| 21      | Suecia        | 19.725 | 1       |       |
| 22      | Israel        | 19.375 | 1       |       |
| 23      | Escocia       | 18.925 | 1       |       |
| 24      | Chipre        | 18.550 | 1       |       |
| 25      | Noruega       | 18.325 | 1       |       |
| 26      | Azerbaiyán    | 17.750 | 1       |       |
| 27      | Bulgaria      | 15.875 | 1       |       |
| 28      | Serbia        | 15.375 | 1       |       |
| 29      | Kazajistán    | 15.250 | 1       |       |
| 30      | Eslovenia     | 13.125 | 1       |       |
| 31      | Eslovaquia    | 11.750 | 1       |       |
| 32      | Liechtenstein | 11.000 | 0       |       |
| 33      | Hungría       | 9.500  | 1       |       |
| 34      | Moldavia      | 9.500  | 1       |       |
| 35      | Islandia      | 8.375  | 1       |       |
| 36      | Finlandia     | 7.650  | 1       |       |
| 37      | Albania       | 6.625  | 1       |       |

| Clasif. | Asociación           | Coef. | Equipos | Notas |
| ------- | -------------------- | ----- | ------- | ----- |
| 38      | Irlanda              | 6.575 | 1       |       |
| 39      | Bosnia y Herzegovina | 6.500 | 1       |       |
| 40      | Georgia              | 6.375 | 1       |       |
| 41      | Letonia              | 6.125 | 1       |       |
| 42      | Macedonia            | 5.625 | 1       |       |
| 43      | Estonia              | 5.250 | 1       |       |
| 44      | Montenegro           | 5.250 | 1       |       |
| 45      | Armenia              | 5.125 | 1       |       |
| 46      | Luxemburgo           | 4.875 | 1       |       |
| 47      | Irlanda del Norte    | 4.500 | 1       |       |
| 48      | Lituania             | 4.125 | 1       |       |
| 49      | Malta                | 4.000 | 1       |       |
| 50      | Gales                | 3.875 | 1       |       |
| 51      | Islas Feroe          | 3.500 | 1       |       |
| 52      | Gibraltar            | 2.500 | 1       |       |
| 53      | Andorra              | 1.165 | 1       |       |
| 54      | San Marino           | 0.333 | 1       |       |
| 55      | Kosovo               | 0.000 | 1       |       |

## Calendario
El calendario de la competición se muestra a continuación (todos los sorteos tienen lugar en la sede de la UEFA en Nyon, Suiza, a menos que se establezca otro criterio).
| Fase           | Ronda                        | Fecha sorteo                  | Ida                                                      | Vuelta                                                   |
| -------------- | ---------------------------- | ----------------------------- | -------------------------------------------------------- | -------------------------------------------------------- |
| Preliminar     | Ronda preliminar             | 12 de junio de 2018           | 26 de junio de 2018 (semifinal)                          | 29 de junio de 2018 (final)                              |
| Clasificatoria | Primera ronda clasificatoria | 19 de junio de 2018           | 10–11 de julio de 2018                                   | 17–18 de julio de 2018                                   |
| Clasificatoria | Segunda ronda clasificatoria | 19 de junio de 2018           | 24–25 de julio de 2018                                   | 31 de julio – 1 de agosto de 2018                        |
| Clasificatoria | Tercera ronda clasificatoria | 23 de julio de 2018           | 7–8 de agosto de 2018                                    | 14 de agosto de 2018                                     |
| Play-off       | Ronda de Play-off            | 6 de agosto de 2018           | 21–22 de agosto de 2018                                  | 28–29 de agosto de 2018                                  |
| Grupos         | Jornada 1                    | 30 de agosto de 2018 (Mónaco) | 18–19 de septiembre de 2018                              | 18–19 de septiembre de 2018                              |
| Grupos         | Jornada 2                    | 30 de agosto de 2018 (Mónaco) | 2–3 de octubre de 2018                                   | 2–3 de octubre de 2018                                   |
| Grupos         | Jornada 3                    | 30 de agosto de 2018 (Mónaco) | 23–24 de octubre de 2018                                 | 23–24 de octubre de 2018                                 |
| Grupos         | Jornada 4                    | 30 de agosto de 2018 (Mónaco) | 6–7 de noviembre de 2018                                 | 6–7 de noviembre de 2018                                 |
| Grupos         | Jornada 5                    | 30 de agosto de 2018 (Mónaco) | 27–28 de noviembre de 2018                               | 27–28 de noviembre de 2018                               |
| Grupos         | Jornada 6                    | 30 de agosto de 2018 (Mónaco) | 11–12 de diciembre de 2018                               | 11–12 de diciembre de 2018                               |
| Eliminatoria   | Octavos de final             | 17 de diciembre de 2018       | 12–13 y 19–20 de febrero de 2019                         | 5–6 y 12–13 de marzo de 2019                             |
| Eliminatoria   | Cuartos de final             | 15 de marzo de 2019           | 9–10 de abril de 2019                                    | 16–17 de abril de 2019                                   |
| Eliminatoria   | Semifinales                  | 15 de marzo de 2019           | 30 de abril – 1 de mayo de 2019                          | 7–8 de mayo de 2019                                      |
| Eliminatoria   | Final                        | 15 de marzo de 2019           | 1 de junio de 2019 en el Estadio Metropolitano de Madrid | 1 de junio de 2019 en el Estadio Metropolitano de Madrid |

Desde esta temporada, la hora de los partidos cambiará: 18:55 CET y 21:00 CET.

### Distribución de equipos por asociaciones, fases y rondas
|                                           |                                           | Equipos que entran en esta fase | Equipos que provienen de la fase anterior                                                                  |
| ----------------------------------------- | ----------------------------------------- | --- | --- |
| Ronda preliminar (4 equipos)              | Ronda preliminar (4 equipos)              | - 4 campeones de las asociaciones 52-55 | |
| Primera ronda clasificatoria (32 equipos) | Primera ronda clasificatoria (32 equipos) | - 31 campeones de las asociaciones 20–51 (excluyendo Liechtenstein) | - 1 ganador de la ronda preliminar                                                                         |
| Segunda ronda clasificatoria (24 equipos) | Ruta de campeones (20 equipos)            | - 4 campeones de las asociaciones 16–19 | - 16 ganadores de la Primera ronda clasificatoria                                                          |
| Segunda ronda clasificatoria (24 equipos) | Ruta de liga (4 equipos)                  | - 4 subcampeones de las asociaciones 12-15 | |
| Tercera ronda clasificatoria (20 equipos) | Ruta de campeones (12 equipos)            | - 2 campeones de las asociaciones 14–15 | - 10 ganadores de la segunda ronda - Ruta de campeones                                                     |
| Tercera ronda clasificatoria (20 equipos) | Ruta de liga (8 equipos)                  | - 5 subcampeones de las asociaciones 7–11 - 1 terceros de la asociación 6 | - 2 ganadores de la segunda ronda - Ruta de liga                                                           |
| Ronda de Play-Off (12 equipos)            | Ruta de campeones (8 equipos)             | - 2 campeones de las asociaciones 12-13 | - 6 ganadores de la tercera ronda clasificatoria - Ruta de campeones                                       |
| Ronda de Play-Off (12 equipos)            | Ruta de liga (4 equipos)                  | | - 4 ganadores de la tercera ronda clasificatoria - ruta de liga                                            |
| Fase de grupos (32 equipos)               | Fase de grupos (32 equipos)               | - 11 campeones de las asociaciones 1–11 - 6 subcampeones de las asociaciones 1–6 - 5 equipos en tercer lugar de las asociaciones 1–5 - 4 equipos en cuarto lugar de las asociaciones 1-4 | - 4 ganadores de la ronda de Play-Off Ruta de campeones - 2 ganadores de la ronda de Play-Off Ruta de liga |
| Octavos de final (16 equipos)             | Octavos de final (16 equipos)             | | - 8 primeros de grupo - 8 segundos de grupo                                                                |
| Cuartos de final (8 equipos)              | Cuartos de final (8 equipos)              | | - 8 ganadores de octavos de final                                                                          |
| Semifinal (4 equipos)                     | Semifinal (4 equipos)                     | | - 4 ganadores de cuartos de final                                                                          |
| Final (2 equipos)                         | Final (2 equipos)                         | | - 2 ganadores de semifinales                                                                               |

## Equipos participantes
Las posiciones de los equipos en sus respectivas ligas se muestra entre paréntesis.
| Fase de grupos               | Fase de grupos           | Fase de grupos            | Fase de grupos           |
| ---------------------------- | ------------------------ | ------------------------- | ------------------------ |
| Real Madrid (3°)CV           | Borussia Dortmund (4.º)  | Roma (3.º)                | Porto (1.º)              |
| Atlético de Madrid (2.º) LE  | Manchester City (1.º)    | Inter de Milán (4.º)      | Shakhtar Donetsk (1.º)   |
| Barcelona (1.º)              | Manchester United (2.º)  | París Saint-Germain (1.º) | Brujas (1.º)             |
| Valencia (4.º)               | Tottenham Hotspur (3.º)  | Mónaco (2.º)              | Galatasaray (1.º)        |
| Bayern Múnich (1.º)          | Liverpool (4.º)          | Olympique de Lyon (3.º)   | Viktoria Plzeň (1.º)     |
| Schalke 04 (2.º)             | Juventus (1.º)           | Lokomotiv Moscú (1.º)     |                          |
| Hoffenheim (3.º)             | Napoli (2.º)             | CSKA Moscú (2.º)          |                          |
| Ronda de Play-Off            |                          |                           |                          |
| Ruta de campeones            | Ruta de campeones        | Ruta de liga              | Ruta de liga             |
| Young Boys (1.º)             | PSV Eindhoven (1.º)      |                           |                          |
| Tercera ronda clasificatoria |                          |                           |                          |
| Ruta de campeones            | Ruta de liga             | Ruta de liga              | Ruta de liga             |
| AEK Atenas (1.º)             | Spartak de Moscú (3.º)   | Dinamo de Kiev (2.º)      | Fenerbahçe (2.º)         |
| Red Bull Salzburgo (1.º)     | Benfica (2.º)            | Standard Lieja (2.º)      | Slavia Praga (2.º)       |
| Segunda ronda clasificatoria |                          |                           |                          |
| Ruta de campeones            | Ruta de campeones        | Ruta de liga              | Ruta de liga             |
| Dinamo Zagreb (1.º)          | Midtjylland (1.º)        | Basilea (2.º)             | PAOK Salónica (2.º)      |
| CFR Cluj (1.º)               | BATE Borisov (1.º)       | Ajax (2.º)                | Sturm Graz (2.º)         |
| Primera ronda clasificatoria |                          |                           |                          |
| Legia Varsovia (1.º)         | Estrella Roja (1.º)      | Kukësi (2.º)              | Alashkert (1.º)          |
| Malmö (1.º)                  | Astana (1.º)             | Cork City (1.º)           | F91 Dudelange (1.º)      |
| Hapoel Be'er Sheva (1.°)     | Olimpija Ljubljana (1.º) | Zrinjski Mostar (1.º)     | Crusaders (1.º)          |
| Celtic (1.º)                 | Spartak Trnava (1.º)     | Torpedo Kutaisi (1.º)     | Sūduva Marijampolė (1.º) |
| APOEL Nicosia (1.º)          | Videoton (1.º)           | Spartaks Jūrmala (1.º)    | Valletta (1.º)           |
| Rosenborg (1.º)              | Sheriff Tiraspol (1.º)   | Shkëndija (1.º)           | The New Saints (1.º)     |
| Qarabağ (1.º)                | Valur (1.º)              | Flora Tallinn (1.º)       | Víkingur Gøta (1.º)      |
| Ludogorets Razgrad (1.º)     | HJK (1.º)                | Sutjeska Nikšić (1.º)     |                          |
| Ronda preliminar             |                          |                           |                          |
| Lincoln Red Imps (1.º)       | Santa Coloma (1.º)       | La Fiorita (1.º)          | Drita (1.º)              |

Notas:

1. ↑  Albania (ALB): Skënderbeu Korçë, campeón de la Superliga de Albania 2017-18, fue sancionado en marzo de 2018 con 10 años de exclusión de competiciones de la UEFA por amaño de partidos. Por ello el subcampeón, Kukësi, disputará la Liga de Campeones de la UEFA 2018-19 en vez de la Liga Europa de la UEFA 2018-19.

1. ↑  Francia (FRA): Mónaco es un club que se encuentra en el Principado de Mónaco (que no es miembro UEFA), pero participa en la competición a través de uno de los cupos que da Francia (cualquier punto que el equipo obtenga será añadido al total de Francia).

## Ronda preliminar
Participan en esta ronda 4 equipos. El sorteo se realizó el 12 de junio de 2018. Las semifinales de las eliminatorias se disputaron el 26 de junio, mientras que la final se jugó el 29 de junio. Todos los partidos se disputaron en el Victoria Stadium de Gibraltar.
|  | Semifinales             | Semifinales  |                         |   | Final | Final |
|  |                         |              |                         |   |       |       |
|  | 26 de junio – Gibraltar |              |                         |   |       |       |
|  |                         |              |                         |   |       |       |
|  | La Fiorita              | 0            |                         |   |       |       |
|  | La Fiorita              | 0            | 29 de junio – Gibraltar |   |       |       |
|  | Lincoln Red Imps        | 2            |                         |   |       |       |
|  | Lincoln Red Imps        | 2            | Lincoln Red Imps        | 1 |       |       |
|  | 26 de junio - Gibraltar |              | Lincoln Red Imps        | 1 |       |       |
|  |                         | Drita (t.s.) | 4                       |   |       |       |
|  | Santa Coloma            | Drita (t.s.) | 4                       | 0 |       |       |
|  | Santa Coloma            |              |                         | 0 |       |       |
|  | Drita (t.s.)            | 2            |                         |   |       |       |
|  | Drita (t.s.)            | 2            |                         |   |       |       |

## Fase clasificatoria
En las rondas clasificatorias y los play-off, los equipos se dividirán en dos bombos. Basándose en el coeficiente UEFA de clubes 2018, los equipos con mayor coeficiente serán cabezas de serie. Los emparejamientos serán a doble partido, donde cada equipo jugará como local en un partido.

### Primera ronda clasificatoria
El sorteo de la primera ronda clasificatoria se realizó el 19 de junio de 2018, disputándose los partidos de ida los días 10 y 11 de julio de 2018 y la vuelta el 17 y 18 de julio de 2018.
Jugaron la primera ronda un total de 32 equipos: 31 equipos que entran en esta ronda y el ganador de la ronda preliminar. Los perdedores ingresaron a la segunda ronda de clasificación de la UEFA Europa League 2018-19.
| Equipo 1           | Agr.     | Equipo 2           | Ida | Vuelta |
| ------------------ | -------- | ------------------ | --- | ------ |
| Torpedo Kutaisi    | 2–4      | Sheriff Tiraspol   | 2–1 | 0–3    |
| Shkëndija          | 5–4      | The New Saints     | 5–0 | 0–4    |
| Sūduva Marijampolė | 3–2      | APOEL Nicosia      | 3–1 | 0–1    |
| Olimpija Ljubljana | 0–1      | Qarabağ            | 0–1 | 0–0    |
| F91 Dudelange      | 2–3      | Videoton           | 1–1 | 1–2    |
| Drita              | 0–5      | Malmö              | 0–3 | 0–2    |
| Víkingur Gøta      | 2–5      | HJK                | 1–2 | 1–3    |
| Ludogorets Razgrad | 9–0      | Crusaders          | 7–0 | 2–0    |
| Cork City          | 0–4      | Legia Varsovia     | 0–1 | 0–3    |
| Valur              | 2–3      | Rosenborg          | 1–0 | 1–3    |
| Kukësi             | (v.) 1–1 | Valletta           | 0–0 | 1–1    |
| Flora Tallinn      | 2–7      | Hapoel Be'er Sheva | 1–4 | 1–3    |
| Spartaks Jūrmala   | 0–2      | Estrella Roja      | 0–0 | 0–2    |
| Alashkert          | 0–6      | Celtic             | 0–3 | 0–3    |
| Spartak Trnava     | 2–1      | Zrinjski Mostar    | 1–0 | 1–1    |
| Astana             | 3–0      | Sutjeska Nikšić    | 1–0 | 2–0    |

### Segunda ronda clasificatoria
La segunda ronda de clasificación se divide en dos secciones separadas: Ruta de Campeones (para los campeones de la liga) y Ruta de Liga (para los no campeones de la liga). Los perdedores de la Ruta de Campeones y Ruta de Liga ingresan a la tercera ronda de clasificación de la UEFA Europa League 2018-19.
El sorteo de esta ronda fue  el 19 de junio de 2018 (tras la finalización del sorteo de la primera ronda clasificatoria). La ida se disputó el 24 y 25 de julio de 2018, mientras que la vuelta se disputó el 31 de julio y 1 de agosto de 2018. Un total de 24 equipos juegan en la segunda ronda de clasificación.
Ruta de campeones
| Equipo 1           | Agr. | Equipo 2           | Ida | Vuelta |
| ------------------ | ---- | ------------------ | --- | ------ |
| Astana             | 2–1  | Midtjylland        | 2–1 | 0–0    |
| Ludogorets Razgrad | 0–1  | Videoton           | 0–0 | 0–1    |
| Kukësi             | 0–3  | Qarabag            | 0–0 | 0–3    |
| CFR Cluj           | 1–2  | Malmö              | 0–1 | 1–1    |
| Dinamo Zagreb      | 7–2  | Hapoel Be'er Sheva | 5–0 | 2–2    |
| Estrella Roja      | 5–0  | Suduva Marijampolė | 3–0 | 2–0    |
| BATE Borisov       | 2–1  | HJK                | 0–0 | 2–1    |
| Shkëndija          | 1–0  | Sheriff Tiraspol   | 1–0 | 0–0    |
| Legia Varsovia     | 1–2  | Spartak Trnava     | 0–2 | 1–0    |
| Celtic             | 3–1  | Rosenborg          | 3–1 | 0–0    |

Ruta de liga
| Equipo 1      | Agr. | Equipo 2   | Ida | Vuelta |
| ------------- | ---- | ---------- | --- | ------ |
| PAOK Salónica | 5–1  | Basilea    | 2–1 | 3–0    |
| Ajax          | 5–1  | Sturm Graz | 2–0 | 3–1    |

### Tercera ronda clasificatoria
La tercera ronda de clasificación se divide en dos secciones separadas: Ruta de Campeones (para campeones de la liga) y Ruta de Liga (para los no campeones de la liga). Los perdedores de la Ruta de los Campeones entran en la ronda de play-off de la UEFA Europa League 2018-19, mientras que los perdedores de la Ruta de la Liga entran en la fase de grupos de la UEFA Europa League 2018-19.
El sorteo de la tercera ronda clasificatoria será el 23 de julio de 2018. La ida se disputará el 7 y 8 de agosto de 2018, mientras que la vuelta se disputará el 14 de agosto de 2018. Se espera que un total de 20 equipos jueguen en la tercera ronda de clasificación.
Ruta de campeones
| Equipo 1           | Agr.       | Equipo 2       | Ida | Vuelta |
| ------------------ | ---------- | -------------- | --- | ------ |
| Celtic             | 2–3        | AEK Atenas     | 1–1 | 1–2    |
| Red Bull Salzburgo | 4–0        | Shkëndija      | 3–0 | 1–0    |
| Estrella Roja      | (t.s.) 3–2 | Spartak Trnava | 1–1 | 2–1    |
| Qarabag            | 1–2        | BATE Borisov   | 0–1 | 1–1    |
| Astana             | 0–3        | Dinamo Zagreb  | 0–2 | 0–1    |
| Malmö FF           | 1–1 (v.)   | Videoton       | 1–1 | 0–0    |

Ruta de liga
| Equipo 1       | Agr. | Equipo 2         | Ida | Vuelta |
| -------------- | ---- | ---------------- | --- | ------ |
| Standard Lieja | 2–5  | Ajax             | 2–2 | 0–3    |
| Benfica        | 2–1  | Fenerbahçe       | 1–0 | 1–1    |
| Slavia Praga   | 1–3  | Dinamo de Kiev   | 1–1 | 0–2    |
| PAOK Salónica  | 3–2  | Spartak de Moscú | 3–2 | 0–0    |

### Ronda dePlay-Off
La ronda de play-off se divide en dos secciones separadas: Ruta de Campeones (para los campeones de la liga) y Ruta de Liga (para los no campeones de la liga). Los ganadores de la Ruta de Campeones y Ruta de Liga entran en la fase de grupos de la UEFA Champions League 2018-19.
El sorteo de la ronda de play-off será el 6 de agosto de 2018. La ida se disputará el 21 y 22 de agosto de 2018, mientras que la vuelta se disputará el 28 y 29 de agosto de 2018. Un total de doce equipos juegan en la ronda de play-offs.
Ruta de campeones
| Equipo 1      | Agr.     | Equipo 2           | Ida | Vuelta |
| ------------- | -------- | ------------------ | --- | ------ |
| Estrella Roja | (v.) 2–2 | Red Bull Salzburgo | 0–0 | 2–2    |
| BATE Borisov  | 2–6      | PSV Eindhoven      | 2–3 | 0–3    |
| Young Boys    | 3–2      | Dinamo Zagreb      | 1–1 | 2–1    |
| Videoton      | 2–3      | AEK Atenas         | 1–2 | 1–1    |

Ruta de liga
| Equipo 1 | Agr. | Equipo 2       | Ida | Vuelta |
| -------- | ---- | -------------- | --- | ------ |
| Benfica  | 5–2  | PAOK Salónica  | 1–1 | 4–1    |
| Ajax     | 3–1  | Dinamo de Kiev | 3–1 | 0–0    |

## Fase de grupos
El sorteo de la fase de grupos será el 30 de agosto de 2018 en el Foro Grimaldi en Mónaco. Los 32 equipos serán distribuidos en ocho grupos de cuatro, con la restricción de que los equipos de la misma asociación no podrán estar juntos en un mismo grupo. En el sorteo, los equipos serán divididos en cuatro bombos siguiendo los siguientes criterios:
- Bombo 1 contiene al defensor del título, el ganador de la Liga Europa de la UEFA y los campeones de las seis principales asociaciones basadas en el coeficiente por país 2017 elaborado por la UEFA. Si el defensor del título o el ganador de la Liga Europa es uno de los campeones de estas seis asociaciones, el campeón de la séptima asociación entra en el bombo 1. Si ambos son campeones de las siete principales asociaciones, entonces la octava asociación entra también en el bombo 1.
- Bombo 2, 3 y 4 contienen al resto de equipos, ordenados por el coeficiente de clubes 2018 elaborado por la UEFA.

En cada grupo, los equipos jugarán en un sistema todos contra todos. Los campeones de grupo y los segundos clasificados avanzan a los octavos de final, mientras que los terceros clasificados disputarán los dieciseisavos de final de la Liga Europa de la UEFA 2018-19. Las jornadas (todas en el año 2018) serán: 18-19 de septiembre, 2-3 de octubre, 23-24 de octubre, 6-7 de noviembre, 27-28 de noviembre y 11-12 de diciembre.
Un total de 32 equipos jugarán esta fase de grupos: 26 equipos entrarán en esta ronda junto a los 6 vencedores de la ronda de play-off (cuatro de la ruta de campeones y dos de la ruta de la liga).
| Bombo 1 | Bombo 2 | Bombo 3 | Bombo 4 |
| --- | --- | --- | --- |
| Real Madrid CV CC: 162.000 Atlético de Madrid LE CC: 140.000 Bayern Múnich CC: 135.000 Barcelona CC: 132.000 Juventus CC: 126.000 París Saint-Germain CC: 109.000 Manchester City CC: 100.000 Lokomotiv Moscú CC: 22.500 | Borussia Dortmund CC: 89.000 Porto CC: 86.000 Manchester United CC: 82.000 Shakhtar Donetsk CC: 81.000 Benfica CC: 80.000 Napoli CC: 78.000 Tottenham Hotspur CC: 67.000 Roma CC: 64.000 | Liverpool CC: 62.000 Schalke 04 CC: 62.000 Olympique de Lyon CC: 59.500 Mónaco CC: 57.000 Ajax CC: 53.500 CSKA Moscú CC: 45.000 PSV Eindhoven CC: 36.000 Valencia CC: 36.000 | Viktoria Plzeň CC: 33.000 Brujas CC: 29.500 Galatasaray CC: 29.500 Young Boys CC: 20.500 Inter de Milán CC: 16.000 Hoffenheim CC: 14.285 Estrella Roja CC: 10.750 AEK Atenas CC: 10.000 |

- CV: accede como cabeza de serie por ser el club campeón de la Liga de Campeones 2017-18.
- LE: accede como cabeza de serie por ser el club campeón de la Liga Europa 2017-18.

### Grupo A
| Equipo             | Pts. | PJ | PG | PE | PP | GF | GC | Dif. | Notas                          |
| ------------------ | ---- | -- | -- | -- | -- | -- | -- | ---- | ------------------------------ |
| Borussia Dortmund  | 13   | 6  | 4  | 1  | 1  | 10 | 2  | 8    | Clasificado a octavos de final |
| Atlético de Madrid | 13   | 6  | 4  | 1  | 1  | 9  | 6  | 3    | Clasificado a octavos de final |
| Brujas             | 6    | 6  | 1  | 3  | 2  | 6  | 5  | 1    | Acceso a Liga Europa           |
| Mónaco             | 1    | 6  | 0  | 1  | 5  | 2  | 14 | -12  |                                |

|     | ATM   | BOR   | MON   | BRU   |
| --- | ----- | ----- | ----- | ----- |
| ATM |       | 2 – 0 | 2 – 0 | 3 – 1 |
| BOR | 4 – 0 |       | 3 – 0 | 0 – 0 |
| MON | 1 – 2 | 0 – 2 |       | 0 – 4 |
| BRU | 0 – 0 | 0 – 1 | 1 – 1 |       |

### Grupo B
| Equipo            | Pts. | PJ | PG | PE | PP | GF | GC | Dif. | Notas                          |
| ----------------- | ---- | -- | -- | -- | -- | -- | -- | ---- | ------------------------------ |
| Barcelona         | 14   | 6  | 4  | 2  | 0  | 14 | 5  | 9    | Clasificado a octavos de final |
| Tottenham Hotspur | 8    | 6  | 2  | 2  | 2  | 9  | 10 | -1   | Clasificado a octavos de final |
| Inter de Milán    | 8    | 6  | 2  | 2  | 2  | 6  | 7  | -1   | Acceso a Liga Europa           |
| PSV Eindhoven     | 2    | 6  | 0  | 2  | 4  | 6  | 13 | -7   |                                |

|     | FCB   | TOT   | PSV   | INT   |
| --- | ----- | ----- | ----- | ----- |
| FCB |       | 1 – 1 | 4 – 0 | 2 – 0 |
| TOT | 2 – 4 |       | 2 – 1 | 1 – 0 |
| PSV | 1 – 2 | 2 – 2 |       | 1 – 2 |
| INT | 1 – 1 | 2 – 1 | 1 – 1 |       |

### Grupo C
| Equipo              | Pts. | PJ | PG | PE | PP | GF | GC | Dif. | Notas                          |
| ------------------- | ---- | -- | -- | -- | -- | -- | -- | ---- | ------------------------------ |
| París Saint-Germain | 11   | 6  | 3  | 2  | 1  | 17 | 9  | 8    | Clasificado a octavos de final |
| Liverpool           | 9    | 6  | 3  | 0  | 3  | 9  | 7  | 2    | Clasificado a octavos de final |
| Napoli              | 9    | 6  | 2  | 3  | 1  | 7  | 5  | 2    | Acceso a Liga Europa           |
| Estrella Roja       | 4    | 6  | 1  | 1  | 4  | 5  | 17 | -12  |                                |

|     | PSG   | NAP   | LIV   | EST   |
| --- | ----- | ----- | ----- | ----- |
| PSG |       | 2 – 2 | 2 – 1 | 6 – 1 |
| NAP | 1 – 1 |       | 1 – 0 | 3 – 1 |
| LIV | 3 – 2 | 1 – 0 |       | 4 – 0 |
| EST | 1 – 4 | 0 – 0 | 2 – 0 |       |

### Grupo D
| Equipo          | Pts. | PJ | PG | PE | PP | GF | GC | Dif. | Notas                          |
| --------------- | ---- | -- | -- | -- | -- | -- | -- | ---- | ------------------------------ |
| Porto           | 16   | 6  | 5  | 1  | 0  | 15 | 6  | 9    | Clasificado a octavos de final |
| Schalke 04      | 11   | 6  | 3  | 2  | 1  | 6  | 4  | 2    | Clasificado a octavos de final |
| Galatasaray     | 4    | 6  | 1  | 1  | 4  | 5  | 8  | -3   | Acceso a Liga Europa           |
| Lokomotiv Moscú | 3    | 6  | 1  | 0  | 5  | 4  | 12 | -8   |                                |

|     | LOK   | POR   | SCH   | GAL   |
| --- | ----- | ----- | ----- | ----- |
| LOK |       | 1 – 3 | 0 – 1 | 2 – 0 |
| POR | 4 – 1 |       | 3 – 1 | 1 – 0 |
| SCH | 1 – 0 | 1 – 1 |       | 2 – 0 |
| GAL | 3 – 0 | 2 – 3 | 0 – 0 |       |

### Grupo E
| Equipo        | Pts. | PJ | PG | PE | PP | GF | GC | Dif. | Notas                          |
| ------------- | ---- | -- | -- | -- | -- | -- | -- | ---- | ------------------------------ |
| Bayern Múnich | 14   | 6  | 4  | 2  | 0  | 15 | 5  | 10   | Clasificado a octavos de final |
| Ajax          | 12   | 6  | 3  | 3  | 0  | 11 | 5  | 6    | Clasificado a octavos de final |
| Benfica       | 7    | 6  | 2  | 1  | 3  | 6  | 11 | -5   | Acceso a Liga Europa           |
| AEK Atenas    | 0    | 6  | 0  | 0  | 6  | 2  | 13 | -11  |                                |

|     | BAY   | BEN   | AJA   | AEK   |
| --- | ----- | ----- | ----- | ----- |
| BAY |       | 5 – 1 | 1 – 1 | 2 – 0 |
| BEN | 0 – 2 |       | 1 – 1 | 1 – 0 |
| AJA | 3 – 3 | 1 – 0 |       | 3 – 0 |
| AEK | 0 – 2 | 2 – 3 | 0 – 2 |       |

### Grupo F
| Equipo            | Pts. | PJ | PG | PE | PP | GF | GC | Dif. | Notas                          |
| ----------------- | ---- | -- | -- | -- | -- | -- | -- | ---- | ------------------------------ |
| Manchester City   | 13   | 6  | 4  | 1  | 1  | 16 | 6  | 10   | Clasificado a octavos de final |
| Olympique de Lyon | 8    | 6  | 1  | 5  | 0  | 12 | 11 | 1    | Clasificado a octavos de final |
| Shakhtar Donetsk  | 6    | 6  | 1  | 3  | 2  | 8  | 16 | -8   | Acceso a Liga Europa           |
| Hoffenheim        | 3    | 6  | 0  | 3  | 3  | 11 | 14 | -3   |                                |

|     | MCI   | SHA   | LYO   | HOF   |
| --- | ----- | ----- | ----- | ----- |
| MCI |       | 6 – 0 | 1 – 2 | 2 – 1 |
| SHA | 0 – 3 |       | 1 – 1 | 2 – 2 |
| LYO | 2 – 2 | 2 – 2 |       | 2 – 2 |
| HOF | 1 – 2 | 2 – 3 | 3 – 3 |       |

### Grupo G
| Equipo         | Pts. | PJ | PG | PE | PP | GF | GC | Dif. | Notas                          |
| -------------- | ---- | -- | -- | -- | -- | -- | -- | ---- | ------------------------------ |
| Real Madrid    | 12   | 6  | 4  | 0  | 2  | 12 | 5  | 7    | Clasificado a octavos de final |
| Roma           | 9    | 6  | 3  | 0  | 3  | 11 | 8  | 3    | Clasificado a octavos de final |
| Viktoria Plzeň | 7    | 6  | 2  | 1  | 3  | 7  | 16 | -9   | Acceso a Liga Europa           |
| CSKA Moscú     | 7    | 6  | 2  | 1  | 3  | 8  | 9  | -1   |                                |

|     | RMA   | ROM   | CSK   | VIK   |
| --- | ----- | ----- | ----- | ----- |
| RMA |       | 3 – 0 | 0 – 3 | 2 – 1 |
| ROM | 0 – 2 |       | 3 – 0 | 5 – 0 |
| CSK | 1 – 0 | 1 – 2 |       | 1 – 2 |
| VIK | 0 – 5 | 2 – 1 | 2 – 2 |       |

### Grupo H
| Equipo            | Pts. | PJ | PG | PE | PP | GF | GC | Dif. | Notas                          |
| ----------------- | ---- | -- | -- | -- | -- | -- | -- | ---- | ------------------------------ |
| Juventus          | 12   | 6  | 4  | 0  | 2  | 9  | 4  | 5    | Clasificado a octavos de final |
| Manchester United | 10   | 6  | 3  | 1  | 2  | 7  | 4  | 3    | Clasificado a octavos de final |
| Valencia          | 8    | 6  | 2  | 2  | 2  | 6  | 6  | 0    | Acceso a Liga Europa           |
| Young Boys        | 4    | 6  | 1  | 1  | 4  | 4  | 12 | -8   |                                |

|     | JUV   | MAN   | VAL   | YB    |
| --- | ----- | ----- | ----- | ----- |
| JUV |       | 1 – 2 | 1 – 0 | 3 – 0 |
| MAN | 0 – 1 |       | 0 – 0 | 1 – 0 |
| VAL | 0 – 2 | 2 – 1 |       | 3 – 1 |
| YB  | 2 – 1 | 0 – 3 | 1 – 1 |       |

### Reglas de clasificación
Los equipos se clasifican según los puntos obtenidos en la fase de grupos (3 puntos por ganar, 1 punto por empatar y 0 puntos por perder). En caso de que haya empate a puntos entre dos o más equipos, se aplican los siguientes criterios de desempate en el orden mostrado (artículo 17.01 del Reglamento UEFA para la Liga de Campeones de la temporada 2018-19):
1. Puntos logrados en los enfrentamientos directos entre ambos clubes.
2. Diferencia de goles en los enfrentamientos directos entre ambos clubes.
3. Goles marcados en los enfrentamientos directos entre ambos clubes.
4. Goles marcados fuera de casa en los enfrentamientos directos entre ambos clubes.
5. Si más de dos equipos están empatados y, después de aplicar los cuatro puntos anteriores, sigue habiendo un grupo de equipos empatados, los cuatro primeros puntos se volverán a aplicar exclusivamente a ese grupo de equipos.
6. Diferencia de goles en todos los partidos del grupo.
7. Goles marcados en todos los partidos del grupo.
8. Goles marcados fuera de casa en todos los partidos del grupo.
9. Victorias en todos los partidos del grupo.
10. Victorias como visitante en todos los partidos del grupo.
11. Puntos de disciplina (tarjeta roja: 3 puntos, tarjeta amarilla: 1 punto, expulsión por doble amarilla en un encuentro: 3 puntos).
12. Coeficiente UEFA.

## Fase eliminatoria
En la fase eliminatoria, los equipos juegan uno contra el otro en dos partidos, uno en casa y otro como visitante (a excepción de la final a partido único), y luego se hacen dos sumas de los goles, una para cada equipo. El ganador del total de goles del conjunto de dos partidos pasa a la siguiente fase. El mecanismo de los sorteos para cada ronda es el siguiente:
- En el sorteo de los octavos de final, los ocho ganadores del grupo son cabezas de serie, y los ocho subcampeones del grupo no lo son. Los cabezas de serie se enfrentan a un subcampeón de grupo, jugando el partido de vuelta en casa. Los equipos del mismo grupo o de la misma asociación no se pueden enfrentar.
- En los sorteos de los cuartos de final en adelante, no hay cabezas de serie. Los equipos del mismo grupo o la misma asociación se pueden enfrentar entre sí.

| Grupo | Bombo 1 (Líderes de grupo) | Bombo 2 (Segundos de grupo) |
| ----- | -------------------------- | --------------------------- |
| A     | Borussia Dortmund          | Atlético de Madrid          |
| B     | Barcelona                  | Tottenham Hotspur           |
| C     | París Saint-Germain        | Liverpool                   |
| D     | Porto                      | Schalke 04                  |
| E     | Bayern Múnich              | Ajax                        |
| F     | Manchester City            | Olympique de Lyon           |
| G     | Real Madrid                | Roma                        |
| H     | Juventus                   | Manchester United           |

### Eliminatorias
|  | Octavos de final                                                    | Octavos de final                                                    | Octavos de final                                                    | Octavos de final                                                    | Octavos de final                                                    |   |    | Cuartos de final                                                | Cuartos de final                                                | Cuartos de final                                                | Cuartos de final                                                | Cuartos de final                                                |  |    | Semifinales                                                          | Semifinales                                                          | Semifinales                                                          | Semifinales                                                          | Semifinales                                                          |  |    | Final                                            | Final                                            | Final                                            |  |
|  | 12 al 20 de febrero de 2019 (ida) 5 al 13 de marzo de 2019 (vuelta) | 12 al 20 de febrero de 2019 (ida) 5 al 13 de marzo de 2019 (vuelta) | 12 al 20 de febrero de 2019 (ida) 5 al 13 de marzo de 2019 (vuelta) | 12 al 20 de febrero de 2019 (ida) 5 al 13 de marzo de 2019 (vuelta) | 12 al 20 de febrero de 2019 (ida) 5 al 13 de marzo de 2019 (vuelta) |   |    | 9 y 10 de abril de 2019 (ida) 16 y 17 de abril de 2019 (vuelta) | 9 y 10 de abril de 2019 (ida) 16 y 17 de abril de 2019 (vuelta) | 9 y 10 de abril de 2019 (ida) 16 y 17 de abril de 2019 (vuelta) | 9 y 10 de abril de 2019 (ida) 16 y 17 de abril de 2019 (vuelta) | 9 y 10 de abril de 2019 (ida) 16 y 17 de abril de 2019 (vuelta) |  |    | 30 de abril y 1 de mayo de 2019 (ida) 7 y 8 de mayo de 2019 (vuelta) | 30 de abril y 1 de mayo de 2019 (ida) 7 y 8 de mayo de 2019 (vuelta) | 30 de abril y 1 de mayo de 2019 (ida) 7 y 8 de mayo de 2019 (vuelta) | 30 de abril y 1 de mayo de 2019 (ida) 7 y 8 de mayo de 2019 (vuelta) | 30 de abril y 1 de mayo de 2019 (ida) 7 y 8 de mayo de 2019 (vuelta) |  |    | 1 de junio de 2019 Estadio Metropolitano, Madrid | 1 de junio de 2019 Estadio Metropolitano, Madrid | 1 de junio de 2019 Estadio Metropolitano, Madrid |  |
|  |                                                                     |                                                                     |                                                                     |                                                                     |                                                                     |   |    |                                                                 |                                                                 |                                                                 |                                                                 |                                                                 |  |    |                                                                      |                                                                      |                                                                      |                                                                      |                                                                      |  |    |                                                  |                                                  |                                                  |  |
|  |                                                                     |                                                                     |                                                                     |                                                                     |                                                                     |   |    |                                                                 |                                                                 |                                                                 |                                                                 |                                                                 |  |    |                                                                      |                                                                      |                                                                      |                                                                      |                                                                      |  |    |                                                  |                                                  |                                                  |  |
|  | 2B                                                                  | Tottenham Hotspur                                                   | 3                                                                   | 1                                                                   | 4                                                                   |   |    |                                                                 |                                                                 |                                                                 |                                                                 |                                                                 |  |    |                                                                      |                                                                      |                                                                      |                                                                      |                                                                      |  |    |                                                  |                                                  |                                                  |  |
|  | 2B                                                                  | Tottenham Hotspur                                                   | 3                                                                   | 1                                                                   | 4                                                                   |   |    |                                                                 |                                                                 |                                                                 |                                                                 |                                                                 |  |    |                                                                      |                                                                      |                                                                      |                                                                      |                                                                      |  |    |                                                  |                                                  |                                                  |  |
|  | 1A                                                                  | Borussia Dortmund                                                   | 0                                                                   | 0                                                                   | 0                                                                   |   |    |                                                                 |                                                                 |                                                                 |                                                                 |                                                                 |  |    |                                                                      |                                                                      |                                                                      |                                                                      |                                                                      |  |    |                                                  |                                                  |                                                  |  |
|  | 1A                                                                  | Borussia Dortmund                                                   | 0                                                                   | 0                                                                   | 0                                                                   |   | 2B | Tottenham Hotspur (v.)                                          | 1                                                               | 3                                                               | 4                                                               |                                                                 |  |    |                                                                      |                                                                      |                                                                      |                                                                      |                                                                      |  |    |                                                  |                                                  |                                                  |  |
|  |                                                                     |                                                                     |                                                                     |                                                                     |                                                                     |   | 2B | Tottenham Hotspur (v.)                                          | 1                                                               | 3                                                               | 4                                                               |                                                                 |  |    |                                                                      |                                                                      |                                                                      |                                                                      |                                                                      |  |    |                                                  |                                                  |                                                  |  |
|  |                                                                     |                                                                     | 1F                                                                  | Manchester City                                                     | 0                                                                   | 4 | 4  |                                                                 |                                                                 |                                                                 |                                                                 |                                                                 |  |    |                                                                      |                                                                      |                                                                      |                                                                      |                                                                      |  |    |                                                  |                                                  |                                                  |  |
|  | 2D                                                                  | Schalke 04                                                          | 1F                                                                  | Manchester City                                                     | 0                                                                   | 4 | 4  | 2                                                               | 0                                                               | 2                                                               |                                                                 |                                                                 |  |    |                                                                      |                                                                      |                                                                      |                                                                      |                                                                      |  |    |                                                  |                                                  |                                                  |  |
|  | 2D                                                                  | Schalke 04                                                          |                                                                     |                                                                     |                                                                     |   |    |                                                                 |                                                                 | 2                                                               |                                                                 |                                                                 |  |    |                                                                      |                                                                      |                                                                      |                                                                      |                                                                      |  |    |                                                  |                                                  |                                                  |  |
|  | 1F                                                                  | Manchester City                                                     | 3                                                                   | 7                                                                   | 10                                                                  |   |    |                                                                 |                                                                 |                                                                 |                                                                 |                                                                 |  |    |                                                                      |                                                                      |                                                                      |                                                                      |                                                                      |  |    |                                                  |                                                  |                                                  |  |
|  | 1F                                                                  | Manchester City                                                     | 3                                                                   | 7                                                                   | 10                                                                  |   |    |                                                                 |                                                                 |                                                                 |                                                                 |                                                                 |  | 2B | Tottenham Hotspur (v.)                                               | 0                                                                    | 3                                                                    | 3                                                                    |                                                                      |  |    |                                                  |                                                  |                                                  |  |
|  |                                                                     |                                                                     |                                                                     |                                                                     |                                                                     |   |    |                                                                 |                                                                 |                                                                 |                                                                 |                                                                 |  | 2B | Tottenham Hotspur (v.)                                               | 0                                                                    | 3                                                                    | 3                                                                    |                                                                      |  |    |                                                  |                                                  |                                                  |  |
|  |                                                                     |                                                                     | 2E                                                                  | Ajax                                                                | 1                                                                   | 2 | 3  |                                                                 |                                                                 |                                                                 |                                                                 |                                                                 |  |    |                                                                      |                                                                      |                                                                      |                                                                      |                                                                      |  |    |                                                  |                                                  |                                                  |  |
|  | 2E                                                                  | Ajax                                                                | 2E                                                                  | Ajax                                                                | 1                                                                   | 2 | 3  | 1                                                               | 4                                                               | 5                                                               |                                                                 |                                                                 |  |    |                                                                      |                                                                      |                                                                      |                                                                      |                                                                      |  |    |                                                  |                                                  |                                                  |  |
|  | 2E                                                                  | Ajax                                                                |                                                                     |                                                                     |                                                                     |   |    |                                                                 |                                                                 | 5                                                               |                                                                 |                                                                 |  |    |                                                                      |                                                                      |                                                                      |                                                                      |                                                                      |  |    |                                                  |                                                  |                                                  |  |
|  | 1G                                                                  | Real Madrid                                                         | 2                                                                   | 1                                                                   | 3                                                                   |   |    |                                                                 |                                                                 |                                                                 |                                                                 |                                                                 |  |    |                                                                      |                                                                      |                                                                      |                                                                      |                                                                      |  |    |                                                  |                                                  |                                                  |  |
|  | 1G                                                                  | Real Madrid                                                         | 2                                                                   | 1                                                                   | 3                                                                   |   | 2E | Ajax                                                            | 1                                                               | 2                                                               | 3                                                               |                                                                 |  |    |                                                                      |                                                                      |                                                                      |                                                                      |                                                                      |  |    |                                                  |                                                  |                                                  |  |
|  |                                                                     |                                                                     |                                                                     |                                                                     |                                                                     |   | 2E | Ajax                                                            | 1                                                               | 2                                                               | 3                                                               |                                                                 |  |    |                                                                      |                                                                      |                                                                      |                                                                      |                                                                      |  |    |                                                  |                                                  |                                                  |  |
|  |                                                                     |                                                                     | 1H                                                                  | Juventus                                                            | 1                                                                   | 1 | 2  |                                                                 |                                                                 |                                                                 |                                                                 |                                                                 |  |    |                                                                      |                                                                      |                                                                      |                                                                      |                                                                      |  |    |                                                  |                                                  |                                                  |  |
|  | 2A                                                                  | Atlético de Madrid                                                  | 1H                                                                  | Juventus                                                            | 1                                                                   | 1 | 2  | 2                                                               | 0                                                               | 2                                                               |                                                                 |                                                                 |  |    |                                                                      |                                                                      |                                                                      |                                                                      |                                                                      |  |    |                                                  |                                                  |                                                  |  |
|  | 2A                                                                  | Atlético de Madrid                                                  |                                                                     |                                                                     |                                                                     |   |    |                                                                 |                                                                 | 2                                                               |                                                                 |                                                                 |  |    |                                                                      |                                                                      |                                                                      |                                                                      |                                                                      |  |    |                                                  |                                                  |                                                  |  |
|  | 1H                                                                  | Juventus                                                            | 0                                                                   | 3                                                                   | 3                                                                   |   |    |                                                                 |                                                                 |                                                                 |                                                                 |                                                                 |  |    |                                                                      |                                                                      |                                                                      |                                                                      |                                                                      |  |    |                                                  |                                                  |                                                  |  |
|  | 1H                                                                  | Juventus                                                            | 0                                                                   | 3                                                                   | 3                                                                   |   |    |                                                                 |                                                                 |                                                                 |                                                                 |                                                                 |  |    |                                                                      |                                                                      |                                                                      |                                                                      |                                                                      |  | 2B | Tottenham Hotspur                                | 0                                                |                                                  |  |
|  |                                                                     |                                                                     |                                                                     |                                                                     |                                                                     |   |    |                                                                 |                                                                 |                                                                 |                                                                 |                                                                 |  |    |                                                                      |                                                                      |                                                                      |                                                                      |                                                                      |  | 2B | Tottenham Hotspur                                | 0                                                |                                                  |  |
|  |                                                                     |                                                                     | 2C                                                                  | Liverpool                                                           | 2                                                                   |   |    |                                                                 |                                                                 |                                                                 |                                                                 |                                                                 |  |    |                                                                      |                                                                      |                                                                      |                                                                      |                                                                      |  |    |                                                  |                                                  |                                                  |  |
|  | 2H                                                                  | Manchester United (v.)                                              | 2C                                                                  | Liverpool                                                           | 2                                                                   | 0 | 3  | 3                                                               |                                                                 |                                                                 |                                                                 |                                                                 |  |    |                                                                      |                                                                      |                                                                      |                                                                      |                                                                      |  |    |                                                  |                                                  |                                                  |  |
|  | 2H                                                                  | Manchester United (v.)                                              |                                                                     |                                                                     |                                                                     |   |    |                                                                 |                                                                 |                                                                 |                                                                 |                                                                 |  |    |                                                                      |                                                                      |                                                                      |                                                                      |                                                                      |  |    |                                                  |                                                  |                                                  |  |
|  | 1C                                                                  | París Saint-Germain                                                 | 2                                                                   | 1                                                                   | 3                                                                   |   |    |                                                                 |                                                                 |                                                                 |                                                                 |                                                                 |  |    |                                                                      |                                                                      |                                                                      |                                                                      |                                                                      |  |    |                                                  |                                                  |                                                  |  |
|  | 1C                                                                  | París Saint-Germain                                                 | 2                                                                   | 1                                                                   | 3                                                                   |   | 2H | Manchester United                                               | 0                                                               | 0                                                               | 0                                                               |                                                                 |  |    |                                                                      |                                                                      |                                                                      |                                                                      |                                                                      |  |    |                                                  |                                                  |                                                  |  |
|  |                                                                     |                                                                     |                                                                     |                                                                     |                                                                     |   | 2H | Manchester United                                               | 0                                                               | 0                                                               | 0                                                               |                                                                 |  |    |                                                                      |                                                                      |                                                                      |                                                                      |                                                                      |  |    |                                                  |                                                  |                                                  |  |
|  |                                                                     |                                                                     | 1B                                                                  | Barcelona                                                           | 1                                                                   | 3 | 4  |                                                                 |                                                                 |                                                                 |                                                                 |                                                                 |  |    |                                                                      |                                                                      |                                                                      |                                                                      |                                                                      |  |    |                                                  |                                                  |                                                  |  |
|  | 2F                                                                  | Olympique de Lyon                                                   | 1B                                                                  | Barcelona                                                           | 1                                                                   | 3 | 4  | 0                                                               | 1                                                               | 1                                                               |                                                                 |                                                                 |  |    |                                                                      |                                                                      |                                                                      |                                                                      |                                                                      |  |    |                                                  |                                                  |                                                  |  |
|  | 2F                                                                  | Olympique de Lyon                                                   |                                                                     |                                                                     |                                                                     |   |    |                                                                 |                                                                 | 1                                                               |                                                                 |                                                                 |  |    |                                                                      |                                                                      |                                                                      |                                                                      |                                                                      |  |    |                                                  |                                                  |                                                  |  |
|  | 1B                                                                  | Barcelona                                                           | 0                                                                   | 5                                                                   | 5                                                                   |   |    |                                                                 |                                                                 |                                                                 |                                                                 |                                                                 |  |    |                                                                      |                                                                      |                                                                      |                                                                      |                                                                      |  |    |                                                  |                                                  |                                                  |  |
|  | 1B                                                                  | Barcelona                                                           | 0                                                                   | 5                                                                   | 5                                                                   |   |    |                                                                 |                                                                 |                                                                 |                                                                 |                                                                 |  | 1B | Barcelona                                                            | 3                                                                    | 0                                                                    | 3                                                                    |                                                                      |  |    |                                                  |                                                  |                                                  |  |
|  |                                                                     |                                                                     |                                                                     |                                                                     |                                                                     |   |    |                                                                 |                                                                 |                                                                 |                                                                 |                                                                 |  | 1B | Barcelona                                                            | 3                                                                    | 0                                                                    | 3                                                                    |                                                                      |  |    |                                                  |                                                  |                                                  |  |
|  |                                                                     |                                                                     | 2C                                                                  | Liverpool                                                           | 0                                                                   | 4 | 4  |                                                                 |                                                                 |                                                                 |                                                                 |                                                                 |  |    |                                                                      |                                                                      |                                                                      |                                                                      |                                                                      |  |    |                                                  |                                                  |                                                  |  |
|  | 2C                                                                  | Liverpool                                                           | 2C                                                                  | Liverpool                                                           | 0                                                                   | 4 | 4  | 0                                                               | 3                                                               | 3                                                               |                                                                 |                                                                 |  |    |                                                                      |                                                                      |                                                                      |                                                                      |                                                                      |  |    |                                                  |                                                  |                                                  |  |
|  | 2C                                                                  | Liverpool                                                           |                                                                     |                                                                     |                                                                     |   |    |                                                                 |                                                                 | 3                                                               |                                                                 |                                                                 |  |    |                                                                      |                                                                      |                                                                      |                                                                      |                                                                      |  |    |                                                  |                                                  |                                                  |  |
|  | 1E                                                                  | Bayern Múnich                                                       | 0                                                                   | 1                                                                   | 1                                                                   |   |    |                                                                 |                                                                 |                                                                 |                                                                 |                                                                 |  |    |                                                                      |                                                                      |                                                                      |                                                                      |                                                                      |  |    |                                                  |                                                  |                                                  |  |
|  | 1E                                                                  | Bayern Múnich                                                       | 0                                                                   | 1                                                                   | 1                                                                   |   | 2C | Liverpool                                                       | 2                                                               | 4                                                               | 6                                                               |                                                                 |  |    |                                                                      |                                                                      |                                                                      |                                                                      |                                                                      |  |    |                                                  |                                                  |                                                  |  |
|  |                                                                     |                                                                     |                                                                     |                                                                     |                                                                     |   | 2C | Liverpool                                                       | 2                                                               | 4                                                               | 6                                                               |                                                                 |  |    |                                                                      |                                                                      |                                                                      |                                                                      |                                                                      |  |    |                                                  |                                                  |                                                  |  |
|  |                                                                     |                                                                     | 1D                                                                  | Porto                                                               | 0                                                                   | 1 | 1  |                                                                 |                                                                 |                                                                 |                                                                 |                                                                 |  |    |                                                                      |                                                                      |                                                                      |                                                                      |                                                                      |  |    |                                                  |                                                  |                                                  |  |
|  | 2G                                                                  | Roma                                                                | 1D                                                                  | Porto                                                               | 0                                                                   | 1 | 1  | 2                                                               | 1                                                               | 3                                                               |                                                                 |                                                                 |  |    |                                                                      |                                                                      |                                                                      |                                                                      |                                                                      |  |    |                                                  |                                                  |                                                  |  |
|  | 2G                                                                  | Roma                                                                |                                                                     |                                                                     |                                                                     |   |    |                                                                 |                                                                 | 3                                                               |                                                                 |                                                                 |  |    |                                                                      |                                                                      |                                                                      |                                                                      |                                                                      |  |    |                                                  |                                                  |                                                  |  |
|  | 1D                                                                  | Porto (t.s.)                                                        | 1                                                                   | 3                                                                   | 4                                                                   |   |    |                                                                 |                                                                 |                                                                 |                                                                 |                                                                 |  |    |                                                                      |                                                                      |                                                                      |                                                                      |                                                                      |  |    |                                                  |                                                  |                                                  |  |
|  | 1D                                                                  | Porto (t.s.)                                                        | 1                                                                   | 3                                                                   | 4                                                                   |   |    |                                                                 |                                                                 |                                                                 |                                                                 |                                                                 |  |    |                                                                      |                                                                      |                                                                      |                                                                      |                                                                      |  |    |                                                  |                                                  |                                                  |  |
|  |                                                                     |                                                                     |                                                                     |                                                                     |                                                                     |   |    |                                                                 |                                                                 |                                                                 |                                                                 |                                                                 |  |    |                                                                      |                                                                      |                                                                      |                                                                      |                                                                      |  |    |                                                  |                                                  |                                                  |  |

### Octavos de final
El sorteo de los octavos de final tuvo lugar el 17 de diciembre de 2018. La ida se disputó el 12, 13, 19 y 20 de febrero de 2019, mientras que la vuelta se disputó el 5, 6, 12 y 13 de marzo de 2019
| Equipo 1           | Agr.        | Equipo 2            | Ida | Vuelta |
| ------------------ | ----------- | ------------------- | --- | ------ |
| Schalke 04         | 2–10        | Manchester City     | 2–3 | 0–7    |
| Atlético de Madrid | 2–3         | Juventus            | 2–0 | 0–3    |
| Manchester United  | 3–3 (v.)    | París Saint-Germain | 0–2 | 3–1    |
| Tottenham Hotspur  | 4–0         | Borussia Dortmund   | 3–0 | 1–0    |
| Olympique de Lyon  | 1–5         | Barcelona           | 0–0 | 1–5    |
| Roma               | 3–4 (t. s.) | Porto               | 2–1 | 1–3    |
| Ajax               | 5–3         | Real Madrid         | 1–2 | 4–1    |
| Liverpool          | 3–1         | Bayern Múnich       | 0–0 | 3–1    |

### Cuartos de final
El sorteo de los cuartos de final tuvo lugar el 15 de marzo de 2019. La ida se disputó el 9 y 10 de abril de 2019, mientras que la vuelta se disputó el 16 y 17 de abril de 2019.
| Equipo 1          | Agr.     | Equipo 2        | Ida | Vuelta |
| ----------------- | -------- | --------------- | --- | ------ |
| Ajax              | 3–2      | Juventus        | 1–1 | 2–1    |
| Liverpool         | 6–1      | Porto           | 2–0 | 4–1    |
| Tottenham Hotspur | 4–4 (v.) | Manchester City | 1–0 | 3–4    |
| Manchester United | 0–4      | Barcelona       | 0–1 | 0–3    |

### Semifinales
El sorteo de las semifinales tuvo lugar el 15 de marzo de 2019 (después del sorteo de cuartos de final). La ida se disputó el 30 de abril y 1 de mayo de 2019, mientras que la vuelta se disputó el 7 y 8 de mayo de 2019.
| Equipo 1          | Agr.     | Equipo 2  | Ida | Vuelta |
| ----------------- | -------- | --------- | --- | ------ |
| Tottenham Hotspur | 3–3 (v.) | Ajax      | 0–1 | 3–2    |
| Barcelona         | 3–4      | Liverpool | 3–0 | 0–4    |

### Final
La final se disputó en el Estadio Metropolitano en Madrid el 1 de junio de 2019.
| 1     | POR   | Hugo Lloris         |     |
| 2     | DEF   | Kieran Trippier     |     |
| 4     | DEF   | Toby Alderweireld   |     |
| 5     | DEF   | Jan Vertonghen      |     |
| 3     | DEF   | Danny Rose          |     |
| 17    | MED   | Moussa Sissoko      | 74' |
| 8     | MED   | Harry Winks         | 66' |
| 20    | MED   | Dele Alli           | 81' |
| 23    | MED   | Christian Eriksen   |     |
| 7     | MED   | Heung-Min Son       |     |
| 10    | DEL   | Harry Kane          |     |
| D. T. | D. T. | Mauricio Pochettino |     |

| 13    | POR   | Alisson Becker         |     |
| 66    | DEF   | Trent Alexander-Arnold |     |
| 32    | DEF   | Joel Matip             |     |
| 4     | DEF   | Virgil van Dijk        |     |
| 26    | DEF   | Andrew Robertson       |     |
| 3     | MED   | Fabinho                |     |
| 5     | MED   | Georginio Wijnaldum    | 62' |
| 14    | MED   | Jordan Henderson       |     |
| 11    | DEL   | Mohamed Salah          |     |
| 10    | DEL   | Sadio Mané             | 90' |
| 9     | DEL   | Roberto Firmino        | 58' |
| D. T. | D. T. | Jürgen Klopp           |     |

| 27 | MED | Lucas Moura       | 66' |
| 15 | MED | Eric Dier         | 74' |
| 18 | DEL | Fernando Llorente | 81' |

| 27 | DEL | Divock Origi | 58' |
| 7  | MED | James Milner | 62' |
| 12 | DEF | Joe Gomez    | 90' |

| 2' · 87' | Mohamed Salah Divock Origi | 0:1 0:2 |

| Principal  | Damir Skomina   |
| Asistentes | Jure Praprotnik |
|            | Robert Vukan    |
| Cuarto     | Mateu Lahoz     |
| Quinto     | Mark Borsch     |

| VAR            | Danny Makkelie |
| Asistentes VAR | Pol van Boekel |
|                | Felix Zwayer   |

|  |                    |     |     |
|  | Tiros              | 16  | 14  |
|  | Tiros a puerta     | 8   | 3   |
|  | Faltas             | 5   | 6   |
|  | Saques de esquina  | 8   | 9   |
|  | Penaltis           | 1   | 0   |
|  | Fueras de juego    | 3   | 2   |
|  | Posesión del balón | 65% | 35% |

| 1     | POR   | Hugo Lloris         |     |
| 2     | DEF   | Kieran Trippier     |     |
| 4     | DEF   | Toby Alderweireld   |     |
| 5     | DEF   | Jan Vertonghen      |     |
| 3     | DEF   | Danny Rose          |     |
| 17    | MED   | Moussa Sissoko      | 74' |
| 8     | MED   | Harry Winks         | 66' |
| 20    | MED   | Dele Alli           | 81' |
| 23    | MED   | Christian Eriksen   |     |
| 7     | MED   | Heung-Min Son       |     |
| 10    | DEL   | Harry Kane          |     |
| D. T. | D. T. | Mauricio Pochettino |     |

| 13    | POR   | Alisson Becker         |     |
| 66    | DEF   | Trent Alexander-Arnold |     |
| 32    | DEF   | Joel Matip             |     |
| 4     | DEF   | Virgil van Dijk        |     |
| 26    | DEF   | Andrew Robertson       |     |
| 3     | MED   | Fabinho                |     |
| 5     | MED   | Georginio Wijnaldum    | 62' |
| 14    | MED   | Jordan Henderson       |     |
| 11    | DEL   | Mohamed Salah          |     |
| 10    | DEL   | Sadio Mané             | 90' |
| 9     | DEL   | Roberto Firmino        | 58' |
| D. T. | D. T. | Jürgen Klopp           |     |

| 27 | MED | Lucas Moura       | 66' |
| 15 | MED | Eric Dier         | 74' |
| 18 | DEL | Fernando Llorente | 81' |

| 27 | DEL | Divock Origi | 58' |
| 7  | MED | James Milner | 62' |
| 12 | DEF | Joe Gomez    | 90' |

| 2' · 87' | Mohamed Salah Divock Origi | 0:1 0:2 |

| Principal  | Damir Skomina   |
| Asistentes | Jure Praprotnik |
|            | Robert Vukan    |
| Cuarto     | Mateu Lahoz     |
| Quinto     | Mark Borsch     |

| VAR            | Danny Makkelie |
| Asistentes VAR | Pol van Boekel |
|                | Felix Zwayer   |

|  |                    |     |     |
|  | Tiros              | 16  | 14  |
|  | Tiros a puerta     | 8   | 3   |
|  | Faltas             | 5   | 6   |
|  | Saques de esquina  | 8   | 9   |
|  | Penaltis           | 1   | 0   |
|  | Fueras de juego    | 3   | 2   |
|  | Posesión del balón | 65% | 35% |

| 1     | POR   | Hugo Lloris         |     |
| 2     | DEF   | Kieran Trippier     |     |
| 4     | DEF   | Toby Alderweireld   |     |
| 5     | DEF   | Jan Vertonghen      |     |
| 3     | DEF   | Danny Rose          |     |
| 17    | MED   | Moussa Sissoko      | 74' |
| 8     | MED   | Harry Winks         | 66' |
| 20    | MED   | Dele Alli           | 81' |
| 23    | MED   | Christian Eriksen   |     |
| 7     | MED   | Heung-Min Son       |     |
| 10    | DEL   | Harry Kane          |     |
| D. T. | D. T. | Mauricio Pochettino |     |

| 13    | POR   | Alisson Becker         |     |
| 66    | DEF   | Trent Alexander-Arnold |     |
| 32    | DEF   | Joel Matip             |     |
| 4     | DEF   | Virgil van Dijk        |     |
| 26    | DEF   | Andrew Robertson       |     |
| 3     | MED   | Fabinho                |     |
| 5     | MED   | Georginio Wijnaldum    | 62' |
| 14    | MED   | Jordan Henderson       |     |
| 11    | DEL   | Mohamed Salah          |     |
| 10    | DEL   | Sadio Mané             | 90' |
| 9     | DEL   | Roberto Firmino        | 58' |
| D. T. | D. T. | Jürgen Klopp           |     |

| 27 | MED | Lucas Moura       | 66' |
| 15 | MED | Eric Dier         | 74' |
| 18 | DEL | Fernando Llorente | 81' |

| 27 | DEL | Divock Origi | 58' |
| 7  | MED | James Milner | 62' |
| 12 | DEF | Joe Gomez    | 90' |

| 2' · 87' | Mohamed Salah Divock Origi | 0:1 0:2 |

| Principal  | Damir Skomina   |
| Asistentes | Jure Praprotnik |
|            | Robert Vukan    |
| Cuarto     | Mateu Lahoz     |
| Quinto     | Mark Borsch     |

| VAR            | Danny Makkelie |
| Asistentes VAR | Pol van Boekel |
|                | Felix Zwayer   |

|  |                    |     |     |
|  | Tiros              | 16  | 14  |
|  | Tiros a puerta     | 8   | 3   |
|  | Faltas             | 5   | 6   |
|  | Saques de esquina  | 8   | 9   |
|  | Penaltis           | 1   | 0   |
|  | Fueras de juego    | 3   | 2   |
|  | Posesión del balón | 65% | 35% |

| 1     | POR   | Hugo Lloris         |     |
| 2     | DEF   | Kieran Trippier     |     |
| 4     | DEF   | Toby Alderweireld   |     |
| 5     | DEF   | Jan Vertonghen      |     |
| 3     | DEF   | Danny Rose          |     |
| 17    | MED   | Moussa Sissoko      | 74' |
| 8     | MED   | Harry Winks         | 66' |
| 20    | MED   | Dele Alli           | 81' |
| 23    | MED   | Christian Eriksen   |     |
| 7     | MED   | Heung-Min Son       |     |
| 10    | DEL   | Harry Kane          |     |
| D. T. | D. T. | Mauricio Pochettino |     |

| 13    | POR   | Alisson Becker         |     |
| 66    | DEF   | Trent Alexander-Arnold |     |
| 32    | DEF   | Joel Matip             |     |
| 4     | DEF   | Virgil van Dijk        |     |
| 26    | DEF   | Andrew Robertson       |     |
| 3     | MED   | Fabinho                |     |
| 5     | MED   | Georginio Wijnaldum    | 62' |
| 14    | MED   | Jordan Henderson       |     |
| 11    | DEL   | Mohamed Salah          |     |
| 10    | DEL   | Sadio Mané             | 90' |
| 9     | DEL   | Roberto Firmino        | 58' |
| D. T. | D. T. | Jürgen Klopp           |     |

| 27 | MED | Lucas Moura       | 66' |
| 15 | MED | Eric Dier         | 74' |
| 18 | DEL | Fernando Llorente | 81' |

| 27 | DEL | Divock Origi | 58' |
| 7  | MED | James Milner | 62' |
| 12 | DEF | Joe Gomez    | 90' |

| 2' · 87' | Mohamed Salah Divock Origi | 0:1 0:2 |

| Principal  | Damir Skomina   |
| Asistentes | Jure Praprotnik |
|            | Robert Vukan    |
| Cuarto     | Mateu Lahoz     |
| Quinto     | Mark Borsch     |

| VAR            | Danny Makkelie |
| Asistentes VAR | Pol van Boekel |
|                | Felix Zwayer   |

|  |                    |     |     |
|  | Tiros              | 16  | 14  |
|  | Tiros a puerta     | 8   | 3   |
|  | Faltas             | 5   | 6   |
|  | Saques de esquina  | 8   | 9   |
|  | Penaltis           | 1   | 0   |
|  | Fueras de juego    | 3   | 2   |
|  | Posesión del balón | 65% | 35% |

|                                    |
| Bandera de Inglaterra              |
| Campeón Liverpool F. C. 6.º título |

## Estadísticas

### Tabla de goleadores
Nota: No contabilizados los partidos y goles en rondas previas. Nombres y banderas de equipos en la época.
| \| Pos. \| Jugador \| Goles \| Part. (Min.) \| Prom. \| Club \| \| ---- \| ------------------ \| ----- \| ------------ \| ----- \| ------------------- \| \| 1 \| Lionel Messi \| 12 \| 10 (837') \| 1.20 \| Barcelona \| \| 2 \| Robert Lewandowski \| 8 \| 8 (714') \| 1.00 \| Bayern Múnich \| \| 3 \| Sergio Agüero \| 6 \| 7 (510') \| 0.86 \| Manchester City \| \| = \| Cristiano Ronaldo \| 6 \| 9 (749') \| 0.67 \| Juventus \| \| = \| Moussa Marega \| 6 \| 9 (840') \| 0.67 \| Porto \| \| = \| Dušan Tadić \| 6 \| 12 (1080') \| 0.50 \| Ajax \| \| 7 \| Andrej Kramarić \| 5 \| 6 (481') \| 0.83 \| Hoffenheim \| \| = \| Neymar \| 5 \| 6 (532') \| 0.83 \| París Saint-Germain \| \| = \| Edin Džeko \| 5 \| 6 (570') \| 0.83 \| Roma \| \| = \| Paulo Dybala \| 5 \| 9 (518') \| 0.56 \| Juventus \| \| = \| Harry Kane \| 5 \| 9 (778') \| 0.56 \| Tottenham Hotspur \| \| = \| Raheem Sterling \| 5 \| 10 (871') \| 0.50 \| Manchester City \| \| = \| Lucas Moura \| 5 \| 12 (725') \| 0.42 \| Tottenham Hotspur \| \| 14 \| Mohamed Salah \| 5 \| 12 (1058') \| 0.42 \| Liverpool \| Actualizado al último partido disputado el 1 de junio de 2019. |                    |       |              |       |                     |
| Pos. | Jugador            | Goles | Part. (Min.) | Prom. | Club                |
| 1 | Lionel Messi       | 12    | 10 (837')    | 1.20  | Barcelona           |
| 2 | Robert Lewandowski | 8     | 8 (714')     | 1.00  | Bayern Múnich       |
| 3 | Sergio Agüero      | 6     | 7 (510')     | 0.86  | Manchester City     |
| = | Cristiano Ronaldo  | 6     | 9 (749')     | 0.67  | Juventus            |
| = | Moussa Marega      | 6     | 9 (840')     | 0.67  | Porto               |
| = | Dušan Tadić        | 6     | 12 (1080')   | 0.50  | Ajax                |
| 7 | Andrej Kramarić    | 5     | 6 (481')     | 0.83  | Hoffenheim          |
| = | Neymar             | 5     | 6 (532')     | 0.83  | París Saint-Germain |
| = | Edin Džeko         | 5     | 6 (570')     | 0.83  | Roma                |
| = | Paulo Dybala       | 5     | 9 (518')     | 0.56  | Juventus            |
| = | Harry Kane         | 5     | 9 (778')     | 0.56  | Tottenham Hotspur   |
| = | Raheem Sterling    | 5     | 10 (871')    | 0.50  | Manchester City     |
| = | Lucas Moura        | 5     | 12 (725')    | 0.42  | Tottenham Hotspur   |
| 14 | Mohamed Salah      | 5     | 12 (1058')   | 0.42  | Liverpool           |

### Jugadores con tres o más goles en un partido
| Pos. | Jugador           | Goles | Fecha                    | Local               |                             | Resultado |                             | Visitante          | Reporte          |
| ---- | ----------------- | ----- | ------------------------ | ------------------- | --------------------------- | --------- | --------------------------- | ------------------ | ---------------- |
| 1    | Lionel Messi      | 3     | 18 de septiembre de 2018 | Barcelona           | Bandera de España           | 4 - 0     | Bandera de los Países Bajos | PSV Eindhoven      | Jornada 1        |
| 2    | Paulo Dybala      | 3     | 2 de octubre de 2018     | Juventus            | Bandera de Italia           | 3 - 0     | Bandera de Suiza            | Young Boys         | Jornada 2        |
| 3    | Edin Džeko        | 3     | 2 de octubre de 2018     | Roma                | Bandera de Italia           | 5 - 0     | Bandera de República Checa  | Viktoria Plzeň     | Jornada 2        |
| 4    | Neymar            | 3     | 3 de octubre de 2018     | París Saint-Germain | Bandera de Francia          | 6 - 1     | Bandera de Serbia           | Estrella Roja      | Jornada 2        |
| 5    | Gabriel Jesus     | 3     | 7 de noviembre de 2018   | Manchester City     | Bandera de Inglaterra       | 6 - 0     | Bandera de Ucrania          | Shakhtar Donetsk   | Jornada 4        |
| 6    | Cristiano Ronaldo | 3     | 12 de marzo de 2019      | Juventus            | Bandera de Italia           | 3 - 0     | Bandera de España           | Atlético de Madrid | Octavos de final |
| 7    | Lucas Moura       | 3     | 8 de mayo de 2019        | Ajax                | Bandera de los Países Bajos | 2 - 3     | Bandera de Inglaterra       | Tottenham          | Semifinales      |

### Tabla de asistentes
Nota: No contabilizados los partidos y asistencias en rondas previas. Indicados en negrita jugadores campeones. Nombres y banderas de equipos en la época.
| \| Pos. \| Jugador \| Asist. \| Part. (Min.) \| Prom. \| Club \| \| ---- \| ---------------------- \| ------ \| ------------ \| ----- \| ------------------- \| \| 1 \| Leroy Sané \| 5 \| 8 (395') \| 0.63 \| Manchester City \| \| 2 \| Luis Suárez \| 5 \| 10 (900') \| 0.5 \| Barcelona \| \| 3 \| Jordi Alba \| 5 \| 11 (990') \| 0.44 \| Barcelona \| \| 4 \| Kevin De Bruyne \| 4 \| 4 (247') \| 1 \| Manchester City \| \| 5 \| Riyad Mahrez \| 4 \| 6 (388') \| 0.67 \| Manchester City \| \| 6 \| Carlos Soler \| 4 \| 6 (390') \| 0.67 \| Valencia \| \| 7 \| Edin Džeko \| 4 \| 6 (570') \| 0.67 \| Roma \| \| 8 \| Kylian Mbappé \| 4 \| 8 (701') \| 0.5 \| París Saint-Germain \| \| 9 \| Dušan Tadić \| 4 \| 11 (990') \| 0.36 \| Ajax \| \| 10 \| Trent Alexander-Arnold \| 4 \| 10 (831') \| 0.4 \| Liverpool \| Actualizado al último partido disputado el 1 de junio de 2019. |                        |        |              |       |                     |
| Pos. | Jugador                | Asist. | Part. (Min.) | Prom. | Club                |
| 1 | Leroy Sané             | 5      | 8 (395')     | 0.63  | Manchester City     |
| 2 | Luis Suárez            | 5      | 10 (900')    | 0.5   | Barcelona           |
| 3 | Jordi Alba             | 5      | 11 (990')    | 0.44  | Barcelona           |
| 4 | Kevin De Bruyne        | 4      | 4 (247')     | 1     | Manchester City     |
| 5 | Riyad Mahrez           | 4      | 6 (388')     | 0.67  | Manchester City     |
| 6 | Carlos Soler           | 4      | 6 (390')     | 0.67  | Valencia            |
| 7 | Edin Džeko             | 4      | 6 (570')     | 0.67  | Roma                |
| 8 | Kylian Mbappé          | 4      | 8 (701')     | 0.5   | París Saint-Germain |
| 9 | Dušan Tadić            | 4      | 11 (990')    | 0.36  | Ajax                |
| 10 | Trent Alexander-Arnold | 4      | 10 (831')    | 0.4   | Liverpool           |

### Autogoles
A continuación se detallan los autogoles marcados a lo largo de la temporada.
| Fecha      | Jugador          | Minuto     | Local               |                       | Resultado |                       | Visitante         | Rep.             |
| ---------- | ---------------- | ---------- | ------------------- | --------------------- | --------- | --------------------- | ----------------- | ---------------- |
| 24/10/2018 | Mário Rui        | 1 - 1, 61' | París Saint-Germain | Bandera de Francia    | 2 – 2     | Bandera de Italia     | Napoli            | Jornada 3        |
| 7/11/2018  | Leonardo Bonucci | 1 - 2, 89' | Juventus            | Bandera de Italia     | 1 – 2     | Bandera de Inglaterra | Manchester United | Jornada 4        |
| 28/11/2018 | Ryan Donk        | 1 - 0, 43' | Lokomotiv Moscú     | Bandera de Rusia      | 2 – 0     | Bandera de Turquía    | Galatasaray       | Jornada 5        |
| 12/12/2018 | Phil Jones       | 2 - 0, 47' | Valencia            | Bandera de España     | 2 – 1     | Bandera de Inglaterra | Manchester United | Jornada 6        |
| 13/3/2019  | Joel Matip       | 1 - 1, 39' | Bayern Múnich       | Bandera de Alemania   | 1 – 3     | Bandera de Inglaterra | Liverpool         | Octavos de final |
| 10/4/2019  | Luke Shaw        | 0 - 1, 12' | Manchester United   | Bandera de Inglaterra | 0 – 1     | Bandera de España     | Barcelona         | Cuartos de final |

### Tabla de rendimiento
Nota: No contabilizadas las estadísticas en rondas previas.
| Club | Club                | Pts. | PJ | PG | PE | PP | GF | GC | Dif. | Rend.  |
| ---- | ------------------- | ---- | -- | -- | -- | -- | -- | -- | ---- | ------ |
| 1    | Liverpool           | 25   | 13 | 8  | 1  | 4  | 24 | 12 | 12   | 64.1%  |
| 2    | Tottenham Hotspur   | 20   | 13 | 6  | 2  | 5  | 20 | 19 | 1    | 51.28% |
| 3    | Barcelona           | 27   | 12 | 8  | 3  | 1  | 26 | 10 | 16   | 75%    |
| 4    | Ajax                | 22   | 12 | 6  | 4  | 2  | 22 | 13 | 9    | 61.11% |
| 5    | Manchester City     | 22   | 10 | 7  | 1  | 2  | 30 | 12 | 18   | 73.33% |
| 6    | Porto               | 19   | 10 | 6  | 1  | 3  | 20 | 15 | 5    | 63.33% |
| 7    | Juventus            | 16   | 10 | 5  | 1  | 4  | 14 | 9  | 5    | 53.33% |
| 8    | Manchester United   | 13   | 10 | 4  | 1  | 5  | 10 | 11 | -1   | 43.33% |
| 9    | Atlético de Madrid  | 16   | 8  | 5  | 1  | 2  | 11 | 9  | 2    | 66.67% |
| 10   | Bayern Múnich       | 15   | 8  | 4  | 3  | 1  | 16 | 8  | 8    | 62.5%  |
| 11   | Real Madrid         | 15   | 8  | 5  | 0  | 3  | 15 | 10 | 5    | 62.5%  |
| 12   | París Saint-Germain | 14   | 8  | 4  | 2  | 2  | 20 | 12 | 8    | 58.33% |
| 13   | Borussia Dortmund   | 13   | 8  | 4  | 1  | 3  | 10 | 6  | 4    | 54.17% |
| 14   | Roma                | 12   | 8  | 4  | 0  | 4  | 14 | 12 | 2    | 50%    |
| 15   | Schalke 04          | 11   | 8  | 3  | 2  | 3  | 8  | 14 | -6   | 45.83% |
| 16   | Olympique de Lyon   | 9    | 8  | 1  | 6  | 1  | 13 | 16 | -3   | 37.5%  |
| 17   | Napoli              | 9    | 6  | 2  | 3  | 1  | 7  | 5  | 2    | 50%    |
| 18   | Valencia            | 8    | 6  | 2  | 2  | 2  | 6  | 6  | 0    | 44.44% |
| 19   | Inter de Milán      | 8    | 6  | 2  | 2  | 2  | 6  | 7  | -1   | 44.44% |
| 20   | CSKA Moscú          | 7    | 6  | 2  | 1  | 3  | 8  | 9  | -1   | 38.89% |
| 21   | Benfica             | 7    | 6  | 2  | 1  | 3  | 6  | 11 | -5   | 38.89% |
| 22   | Viktoria Plzeň      | 7    | 6  | 2  | 1  | 3  | 7  | 16 | -9   | 38.89% |
| 23   | Brujas              | 6    | 6  | 1  | 3  | 2  | 6  | 5  | 1    | 33.33% |
| 24   | Shakhtar Donetsk    | 6    | 6  | 1  | 3  | 2  | 8  | 16 | -8   | 33.33% |
| 25   | Galatasaray         | 4    | 6  | 1  | 1  | 4  | 5  | 8  | -3   | 22.22% |
| 26   | Young Boys          | 4    | 6  | 1  | 1  | 4  | 4  | 12 | -8   | 22.22% |
| 27   | Estrella Roja       | 4    | 6  | 1  | 1  | 4  | 5  | 17 | -12  | 22.22% |
| 28   | Hoffenheim          | 3    | 6  | 0  | 3  | 3  | 11 | 14 | -3   | 16.67% |
| 29   | Lokomotiv Moscú     | 3    | 6  | 1  | 0  | 5  | 4  | 12 | -8   | 16.67% |
| 30   | PSV Eindhoven       | 2    | 6  | 0  | 2  | 4  | 6  | 13 | -7   | 11.11% |
| 31   | Mónaco              | 1    | 6  | 0  | 1  | 5  | 2  | 14 | -12  | 5.56%  |
| 32   | AEK Atenas          | 0    | 6  | 0  | 0  | 6  | 2  | 13 | -11  | 0%     |